# NGC 2233
NGC 2233 este o galaxie lenticulară situată în constelația Peștele de Aur. A fost descoperită în 30 noiembrie 1834 de către John Herschel. Se află la o distanță de 100,63 megaparseci de Pământ.